# Maruschka Detmers
Maruschka Detmers (* 16. prosince 1962 Schoonebeek) je nizozemská herečka. Jako dospívající dívka se přestěhovala do Francie, kde upoutala pozornost režiséra Jeana-Luca Godarda. V roce 1983 debutovala v jeho snímku Křestní jméno Carmen. Mezi další filmy, v nichž hrála, patří například snímky Hanna's War (1988) a Králové mamba (1992). Nejznámější je však pro roli, kterou ztvárnila ve filmu Ďábel v těle z roku 1986.